# Bosguérard-de-Marcouville

Bosguérard-de-Marcouville este o comună în departamentul Eure, Franța. În 1 ianuarie 2018 avea o populație de 621 de locuitori.